# Adon Olam

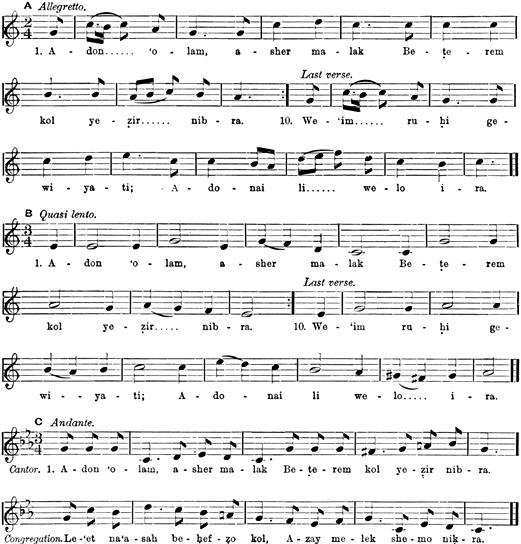
Adon Olam, con tre melodie e parole traslitterate, da Jewish Encyclopedia

Adon Olam (in ebraico אֲדוֹן עוֹלָם ‎?; "Signore Eterno" o "Signore dell'Universo") è un inno rigorosamente metrico della liturgia ebraica scritto in tetrametro giambico. È stato parte normale della liturgia quotidiana e dello Shabbat sin dal XV secolo.
Secondo la tradizione sefardita e nelle sinagoghe inglesi Adon Olam viene cantato alla fine dei servizi liturgici dello Shabbat e delle Festività ebraiche durante le preghiere mattutine, mentre gli ebrei ashkenaziti lo cantano alla fine dei servizi serali nelle stesse occasioni - e tutti lo cantano alla Vigilia dell'Espiazione (Kol Nidre). A causa di queste associazioni ad eventi solenni, per i sentimenti espressi in apertura e chiusura di inno, viene letto (senza melodia) anche nelle stanze dei morenti e sottovoce nelle sinagoghe quando si annuncia il decesso di qualche membro della congregazione. Si recita inoltre o si canta all'inizio delle prime preghiere mattutine, che tale orazione possa assistere colui che prega a volgere reverenzialmente la mente a Dio con timore e ardore. Quando l'inno viene cantato alla fine del servizio liturgico la congregazione si siede mentre lo canta per dimostrare che non si ha fretta di lasciare il luogo di preghiera ma si è desiderosi di rimanere e pregare (cominciando nuovamente all'inizio delle preghiere quotidiane).
Autore e origini sono incerti. Si attribuisce tentativamente a Solomon ibn Gabirol (1021-1058), che è rinomato per le sue poesie in ebraico, ma non esiste evidenza certa a parte la qualità di questo inno e la lingua usata che pare essere antica. L'inno è stato anche attribuito a Rav Hai Gaon (939-1038) nonché al saggio talmudista Yochanan Ben Zakkai. Sebbene la dizione indichi antichità, non diventò parte della liturgia ebraica mattutina fino al XV secolo.
Questa melodia viene spesso cantata come antifona, tra precentore e congregazione, sebbene fosse ovviamente intesa solo per la congregazione. È un inno che può esser cantato usando molte melodie diverse, poiché gli si adattano tutte a causa del suo metro. A volte, nelle scuole, Adon Olam viene adattato a melodie moderne, anche pop.

## Testo
| Traduzione italiana                              | Traslitterazione           | Ebraico             |
| ------------------------------------------------ | -------------------------- | ------------------- |
| Il Signore dell'Universo che regnò,              | Adon 'olam, 'asher malakh, | אֲדוֹן עוֹלָם אֲשֶׁר מָלַךְ   |
| Prima che ogni cosa fosse creata.                | b'terem kol yetzir niv'ra  | בְּטֶרֶם כָּל יְצִיר נִבְרָא   |
| Quando tutto fu compiuto secondo la Sua volontà, | L'et na'asa v'ḥeftso kol,  | לְעֵת נַעֲשָׂה בְחֶפְצוֹ כֹּל   |
| Egli fu riconosciuto quale Re.                   | Azai melekh sh'mo nikra    | אֲזַי מֶלֶךְ שְׁמוֹ נִקְרָא    |
| Quando questo nostro mondo non ci sarà più,      | V'aḥarè kikh'lot hakol     | וְאַחֲרֵי כִּכְלוֹת הַכֹּל     |
| Egli ancora regnerà in maestà,                   | L'vado y'imlokh nora       | לְבַדּוֹ יִמְלוֹךְ נוֹרָא     |
| Egli era, è,                                     | V'hu hayah v'hu hoveh      | וְהוּא הָיָה וְהוּא הֹוֶה   |
| E sarà nella gloria.                             | V'hu yih'yeh b'tif'arah    | וְהוּא יִהְיֶה בְּתִפְאָרָה    |
| Egli è uno, incomparabile,                       | V'hu 'eḥad v'een sheni     | וְהוּא אֶחָד וְאֵין שֵׁנִי   |
| senza divisione o alleato.                       | L'ham'shil lo l'haḥbirah   | לְהַמְשִׁילֹ לוֹ לְהַחְבִּירָה   |
| Senza inizio, senza fine,                        | B'li reshiyt b'li taḥ'liyt | בְּלִי רֵאשִׁית בְּלִי תַכְלִית |
| ed a Lui appartengono la sovranità ed il potere. | V'lo ha'oz v'hamis'rah     | וְלוֹ הָעֹז וְהַמִּשְׂרָה      |
| Egli è il mio Dio, il mio Vivente Redentore      | V'hu 'Eli v'ḥay go'ali     | וְהוּא אֵלִי וְחַי גּוֹאֲלִי  |
| in lui mi rifugio in tempo di dolore,            | v'tsur ḥevli b'eet tsarah  | וְצוּר חֶבְלִי בְּעֵת צָרָה   |
| e Lui è la mia bandiera e il mio rifugio,        | V'hu nisi 'umanos li       | וְהוּא נִסִּי וּמָנוֹס ִלִי   |
| che risponde nel giorno in cui io chiamo.        | m'nat kosi b'yom 'ekra     | מְנָת כּוֹסִי בְּיוֹם אֶקְרָא  |
| Nelle sue mani io rimetto il mio spirito         | B'yado af'kid ruḥi         | בְּיָדוֹ אַפְקִיד רוּחִי     |
| quando dormo e quando mi sveglio,                | b'et 'ishan v'a'ira        | בְּעֵת אִישָׁן וְאָעִירָה     |
| e col mio spirito, col il mio corpo              | v'im ruḥi g'viyati         | וְעִם רוּחִי גְוִיָּתִי      |
| Dio è con me e non avrò timore.                  | Adonai li v'lo 'ira        | אֲדֹנָי לִי וְלֹא אִירָא    |